# Sesquilé
Sesquilé – miasto w Kolumbii, w departamencie Cundinamarca.